# Kahlenwart
Der Kahlenwart ist ein 263,7 m ü. NHN hoher Berg im Wiehengebirge nördlich von Hüllhorst-Oberbauerschaft in Nordrhein-Westfalen.

## Bezeichnung
In aktuellen amtlichen Karten wird der Gipfel als der „Kahlenwart“ bezeichnet. Volkstümlich sind sowohl der Gipfel als auch die Passstraße und die Freilichtbühne jedoch meist als die „Kahle Wart“ oder „Kahlewart“ bekannt. In älteren Karten wie der Preußischen Neu– und Uraufnahme – also aus der Zeit vor Bau der Passstraße – wird der Berg als „Strub-Berg“ oder „Strubberg“ bezeichnet. Diese Bezeichnung ist heute jedoch unüblich.

## Lage
Der Kahlenwart liegt im nordrhein-westfälischen Kreis Minden-Lübbecke. Der Gipfel liegt auf dem Gebiet der Gemeinde Hüllhorst. Teile der Nordabdachung liegen auf dem Gebiet der Stadt Lübbecke.
Der Kahlenwart ist Teil des langgestreckten, eggenartigen und fast durchgängig bewaldeten Hauptkamms des Wiehengebirges. Dominanz und Schartenhöhe des Kahlenwarts sind gering; der Gipfel ist unauffällig und ist nur durch wenig markante Dören von seinem östlichen Nachbarn getrennt. Östlich setzt sich der Hauptkamm des Wiehengebirges mit einem namenlosen Berg (286,4 m ü. NHN) kaum merklich unterbrochen fort. Dass der Kahlenwart im Gegensatz zu seinem namenlosen aber höheren Nachbarn dennoch eine Eigenbezeichnung trägt, ist wohl seiner von Süden aus betrachtet markanten pultschollenartigen, nach Südwesten ragenden, Gestalt mit steiler Südabdachung und als östliche Begrenzung und Namensgeber der Passstraße zu erklären. Weiter östlich schließt sich der Breitenbrink an. Westlich – jenseits der Passstraße – liegt auf dem Hauptkamm der Blasheimer Berg. Nördlich fällt das Gebirge in die Norddeutsche Tiefebene ab; im Süden fällt der Kahlewart steil in das Ravensberger Hügelland ab.
Zwischen Kahlenwart und Blasheimer Berg entspringt der Obermehner Mühlenbach, der den Nordteil der Kahlenwart über die Große Aue zur Weser entwässert. Südlich davon entspringt am Südhang der Teudenbach. Über ihn und andere kleine Gewässer wird die Südabdachung der Kahlenwart via Werre zur Weser hin entwässert.

## Tourismus
Auf dem Gipfel befindet sich die Freilichtbühne Kahle Wart. Über den Blasheimer Berg verlaufen der Wittekindsweg und der E11. Südlich des Gipfels verläuft der Mühlensteig. Am nördlichen Waldrand verläuft der Arminiusweg. Am Hauptparkplatz der Freilichtbühne befindet sich eine Schutzhütte.